# Quai de la Tournelle
Der Quai de la Tournelle liegt am Seineufer im 5. Arrondissement von Paris.

## Lage
Die Straße führt als Einbahnstraße von der Pont de Sully am Seineufer entlang bis zur Rue Maître Albert. Dabei gibt es die Besonderheit, dass die Straße geteilt ist und auf der Uferseite ein Radweg verläuft. Die Kaimauer wird von den Bouquinistes genutzt.
Unterhalb der Straße, und damit direkt am Seineufer, befindet sich zunächst der Port de la Tournelle, dem nach der Pont de la Tournelle der Port de Montebello folgt.

## Namensursprung
Der Begriff „Tournelle“ geht darauf zurück, dass sich an dieser Stelle im 12. Jahrhundert ein Türmchen der Stadtmauer Philipps II. August befand, das später durch das kleine Château de la Tournelle ersetzt wurde. Die Porte Saint-Bernard befand sich südlich dieser Burg.

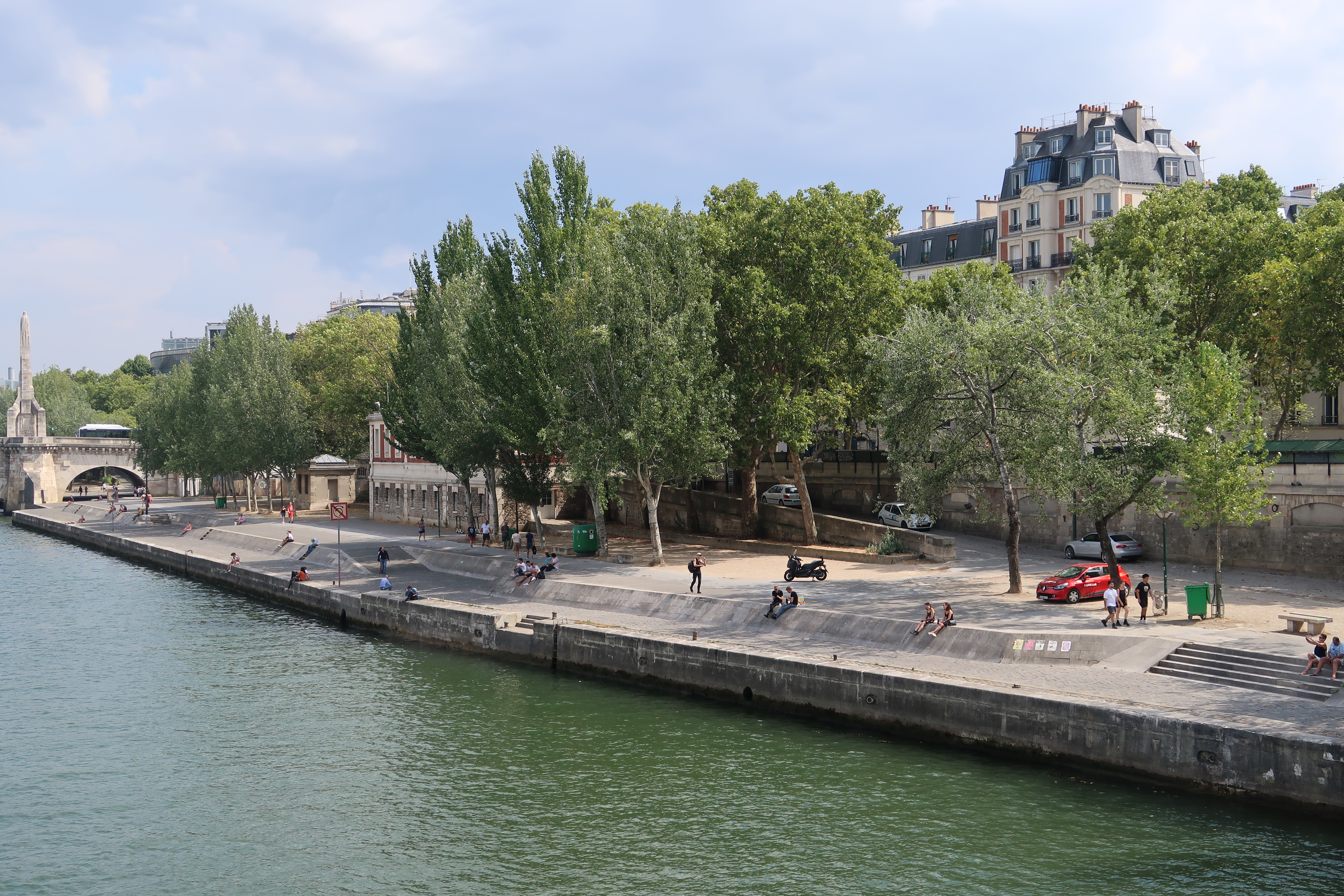
Ufer unter dem Kai

## Geschichte
Oberhalb der Rue de Pontoise befand sich hier im Jahr 1380 der Kai und der Hafen von Saint-Bernard. Der Kai wurde auf Anordnung der Stadt (23. Juni 1554) gebaut. 1738 wurde er verbreitert, um 1750 erhielt er den Namen Quai de la Tournelle. Flussabwärts der Rue de Pontoise hieß die Straße: Quai des Miramiones (1789) zwischen Rue de Pontoise und Rue des Grands Degrés, Rue de la Tournelle, bis dann 1835 endgültig Quai de la Tournelle daraus wurde.

## Sehenswürdigkeiten
- Nr. 2: Inspection Générale de la Navigation
- Nr. 19: La Tour d’Argent
- Die Parzellen zwischen Nr. 29 und 53 entstanden 1490, als die Bernhardiner Teile ihres Gebiets zwischen der Kirche und der Seine zur Bebauung freigaben.[3]
- Nr. 55–59: Hôtel de Nesmond, erworben von Marie de Miramion, die hier einen Apothekergarten einrichtete.

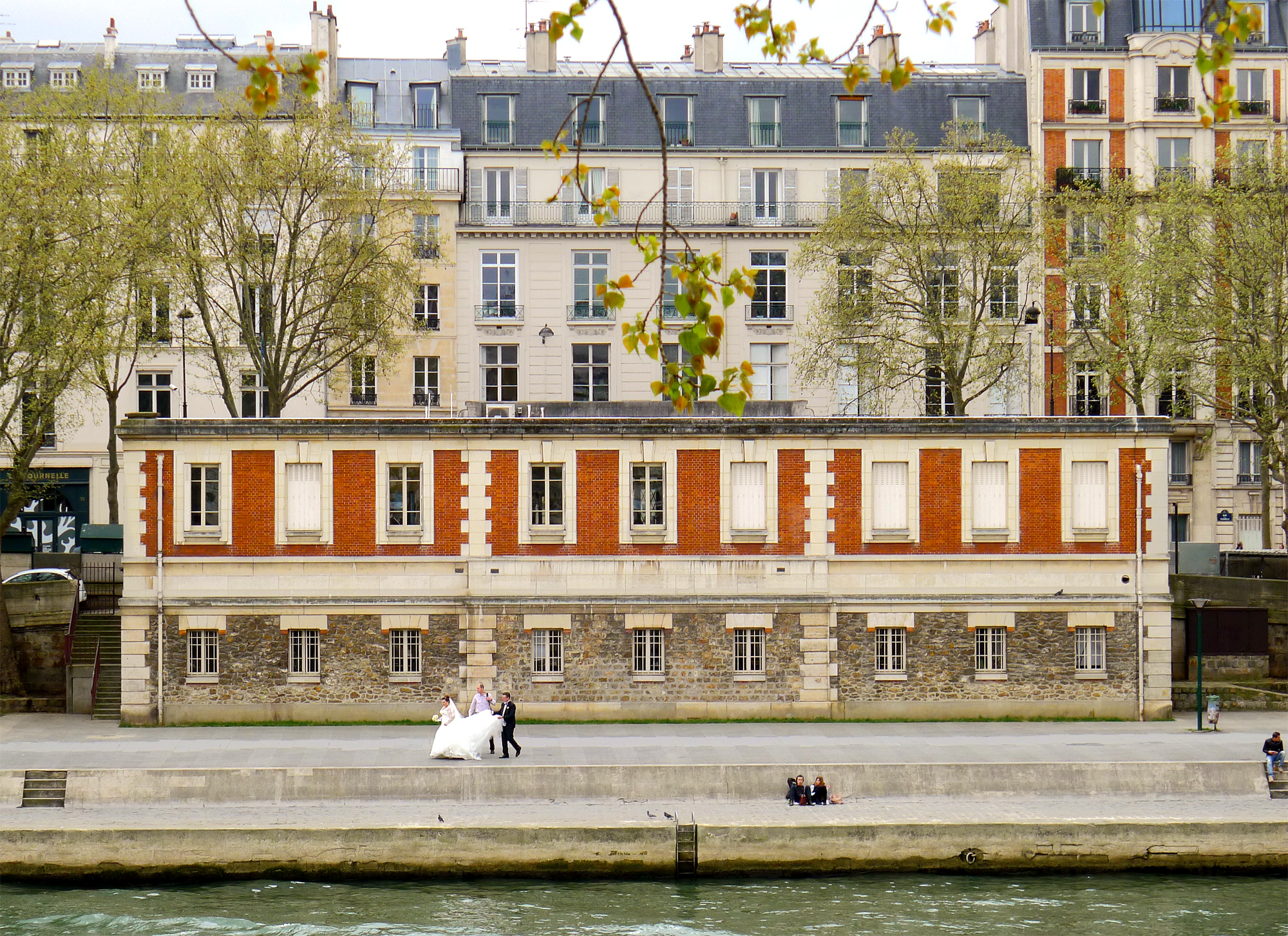
Nr. 2: Inspection générale de la navigation
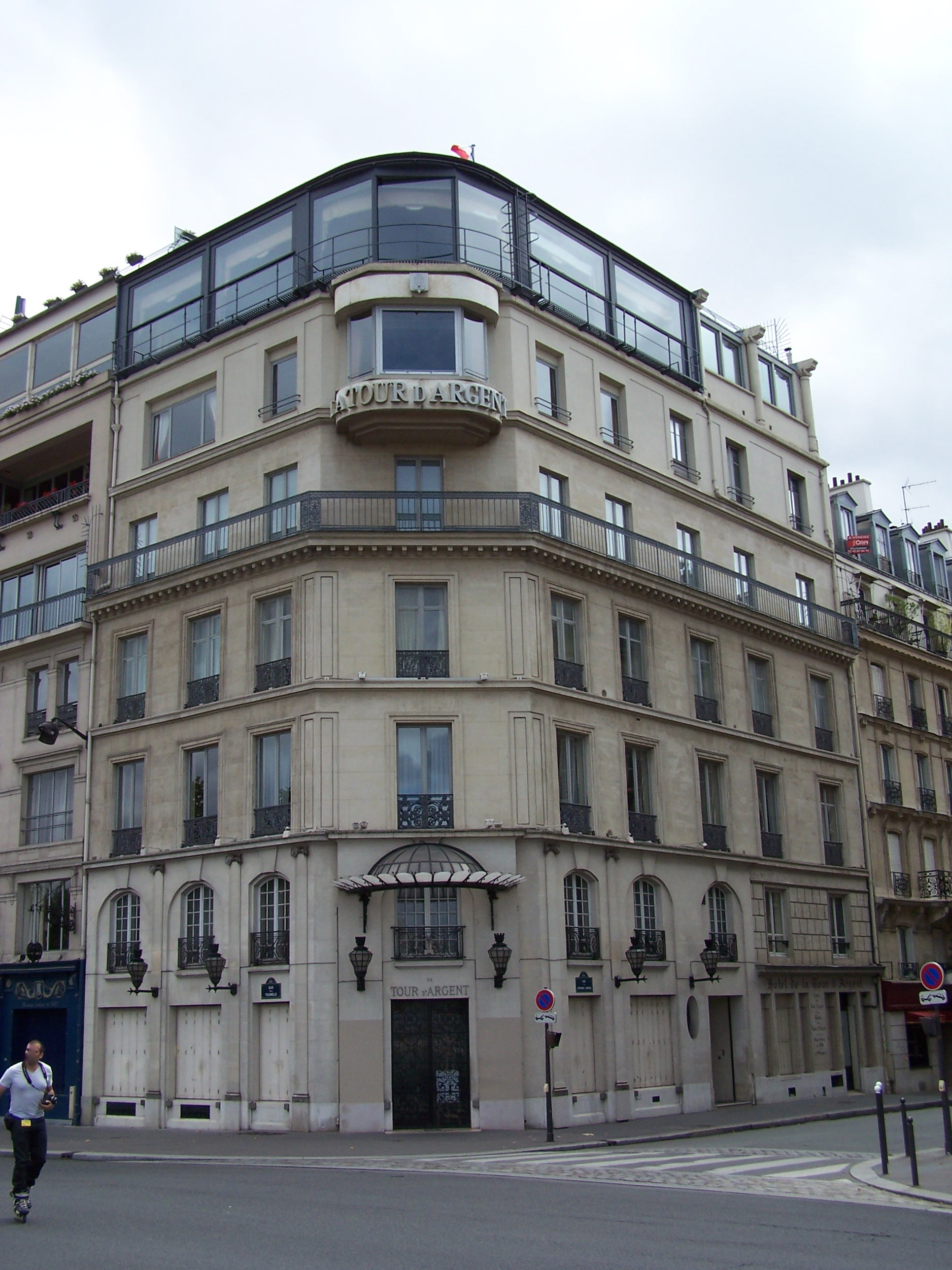
Nr. 15–17: La Tour d’Argent
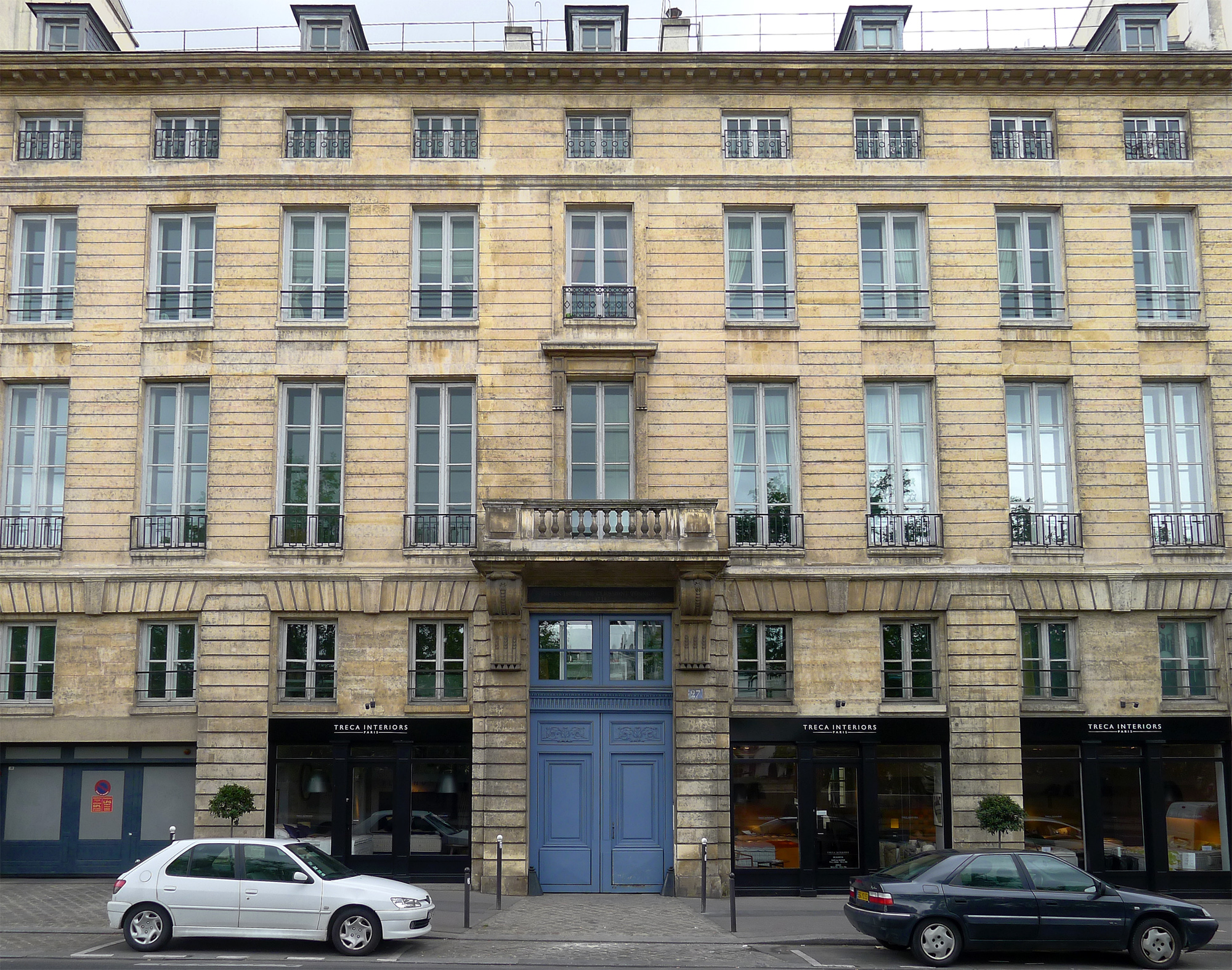
Nr. 27: ancien hôtel de Clermont-Tonnerre.
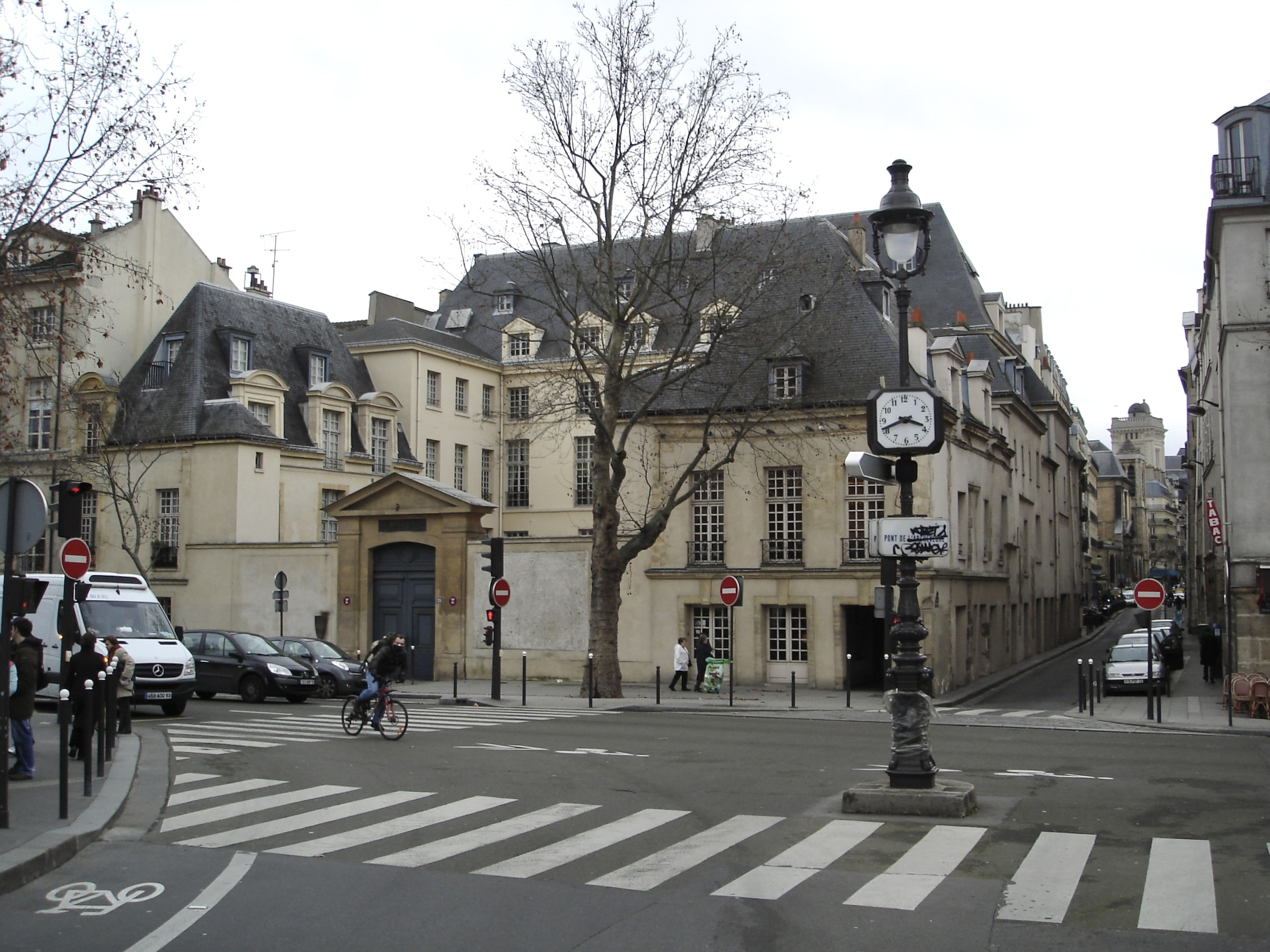
Nr. 55–59: Hôtel de Nesmond.